# سازگارپذیری
سازگارپذیری (به انگلیسی: Adaptability)، یکی از ویژگی‌های یک سامانه یا یک فرایند است. این کلمه به عنوان یک اصطلاح ویژه در رشته‌های مختلف و در عملیات تجاری استفاده شده‌است. تعریف واژه سازگارپذیری به عنوان یک اصطلاح تخصصی با تعریف‌های فرهنگ لغت تفاوت کمی دارد. به گفته آندرسن و گروناو سازگارپذیری در حوزه مدیریت سازمانی به‌طور کلی می‌تواند به عنوان توانایی تغییر چیزی یا خود برای تناسب با تغییرهای رخ‌داده تلقی شود. در بوم‌شناسی، سازگارپذیری به عنوان توانایی مقابله با آشفتگی‌های غیرمنتظره در محیط توصیف شده‌است.